# جائزة بريطانيا الكبرى للدراجات النارية 1990
جائزة بريطانيا الكبرى للدراجات النارية 1990 هو سباق دراجات نارية أقيم بتاريخ 5 أغسطس 1990 في دونينجتون بارك. كان الجولة الحادية عشر من أصل 15 في سباق الجائزة الكبرى للدراجات النارية موسم 1990. فاز الأمريكي كيفن شوانتز بفئة 500 سي سي بينما جاء الأمريكي وين ريني في المركز الثاني وحصل على المركز الثالث الأمريكي إدي لوسون.

## وصلات خارجية
- الموقع الرسمي